# Maciej Bocheński
Maciej Franciszek Bocheński – polski matematyk, doktor habilitowany nauk ścisłych i przyrodniczych, profesor Uniwersytetu Warmińsko-Mazurskiego w Olsztynie.

## Kariera naukowa
W 2009 roku na Uniwersytecie Warmińsko-Mazurskim w Olsztynie uzyskał tytuł magistra matematyki. W 2014 roku na Wydziale Matematyki i Informatyki tej samej uczelni uzyskał stopień doktora nauk matematycznych w zakresie matematyki na podstawie rozprawy pt. Uogólnione, symplektyczne przestrzenie symetryczne, której promotorem był prof. Aleksy Tralle. W tym samym roku został zatrudniony na tejże uczelni. W 2020 roku uzyskał w Instytucie Matematycznym Polskiej Akademii Nauk stopień doktora habilitowanego nauk ścisłych i przyrodniczych w dyscyplinie matematyki na podstawie pracy pt. Dyskretne podgrupy grup Liego działające na przestrzeniach jednorodnych: Formy Clifforda-Kleina.